# Kalmah
Kalmah je melodični death metal sastav iz Finske osnovan 1998. godine. U manje od godinu dana nakon osnivanja, Kalmah je potpisao ugovor s diskografskom kućom Spinefarm Records. "Kalmah" se može s Karelijskog prevesti kao "do groba" ili "do smrti".

## Članovi sastava
| Trenutna postava - Antti Kokko – gitara (1998. – danas) - Pekka Kokko – gitara, vokali (1998. – danas) - Timo Lehtinen – bas-gitara (2001. – danas) - Janne Kusmin – bubnjevi (2001. – danas) - Veli-Matti Kananen – klavijature (2012. – danas) |  | Bivši članovi - Altti Veteläinen – bas-gitara (1998. – 2001.) - Petri Sankala – bunjevi (1998. – 2001.) - Pasi Hiltula – klavijature (1999. – 2001.) - Antti-Matti Talala – klavijature (1999.) - Marco Sneck – klavijature (2004. – 2011.) |  | Trenutni koncertni članovi - Harri Hytönen – gitara (2016. – danas) - Robert Dahn – vokali (2017. – danas) - Pether – vokali (2017. – danas) Bivši koncertni članovi - Mikko Salovaara – gitara (2016.) |

## Diskografija
Studijski albumi
- Swamplord (2000.)
- They Will Return (2002.)
- Swampsong (2003.)
- The Black Waltz (2006.)
- For the Revolution (2008.)
- 12 Gauge (2010.)
- Seventh Swamphony (2013.)
- Palo (2018.)

## Vanjske poveznice
- Službena web stranica